# Santa Maria della Consolazione-templom
A Santa Maria della Consolazione Róma egyik temploma a Capitolium és a Palatinus dombok között, a Piazza della Consolazione téren, a Tarpeii-szikla tövének közelében.
Alapítása egy elítélt nemes nevéhez fűződik, ki 1358-ban két arany forintot adott egy Madonna-kép felállításáért e helyen. Innen ered a templom neve is. A kép ma a presbitérumban található, Antoniazzo Romano készíthette.
A templomot 1470-ben szentelték fel, majd 1583-1606 között újjáépítették Martino Longhi vezetésével. Ő alakította ki az épület barokk homlokzatát is.
Az épület mellékkápolnái különböző nemesi családok és céhtagok tulajdonát képezték.